# Ляхов, Фёдор Александрович
Федор Александрович Ляхов (январь 1908, Морговичи, Виленская губерния — 1951) — советский государственный деятель, председатель Гродненского областного исполнительного комитета (1948—1950 год).

## Биография
Ф. А. Ляхов родился в январе 1908 года в Морговичах.
В три года остался без отца. Мать работала чернорабочей на железной дороге. Трудовую деятельность начал в 1923 году чернорабочим, затем слесарем мастерских депо железнодорожной станции в г. Витебске.
В 1928 году был избран вторым секретарем Витебского райкома комсомола, а через год направлен на учёбу в Комвуз города Минска. В мае 1931 года избран вторым секретарем ЦК ЛКСМБ.
По решению ЦК ВЛКСМ в 1934 году командирован в Таджикскую ССР, 1935 годах - помощником начальника политсектора Наркомзема Таджикской ССР.
в 1935-1938 годах работал вторым секретарем Курган-Тюбинского, первым секретарем Октябрьского райкомов КП (б) Таджикистана, в 1938-1939 годах был членом оргбюро ЦК КП (б) Таджикистана, секретарем Ленинабадского окружкома партии по пропаганде.
В декабре 1939 года его вернули в Белоруссию, где до начала Великой Отечественной войны работал заведующим сельхозотдела Барановичского обкома партии, секретарем Желудокского райкома КП(б)б, секретарем Стрешненского РК КП(б)Б.
В период войны работал начальником политотдела Радищевской МТС Куйбышевской области, секретарем Майнского райкома партии Ульяновской области.
В январе 1944 года назначен секретарем Лиозненского райкома партии Витебской области, в июле 1944 года избран секретарем Оршанского райкома партии. С этой должности в январе 1948 года был направлен для работы председателем исполнительного комитета Гродненского областного Совета депутатов трудящихся. Работал председателем до 1950 года. До 1953 слушатель высшей партийной школы при ЦК КПСС. С 09.1953 резерв ЦК КПСС, с декабря  заместитель председателя Бобруйского облисполкома, а 02.1954 первый секретарь Гресского РК КП(Б). С марта 1957 заведующий отделом Минского облисполкома, с 1960 пенсионер председатель знаменитого садового товарищества союза писателей "Лысая гара". Умер в сентябре 1969 года.